# Апокин, Игорь
Игорь Апокин (латыш. Igors Apokins) — латвийский дипломат. Чрезвычайный и полномочный посол Латвии в Узбекистане с 2004 года, и по совместительству нерезидентный посол Латвии в Афганистане, Туркменистане, Таджикистане и Кыргызстане. Иногда встречается обобщённое название этой должности — «посол Латвии в странах Средней Азии».
11 декабря 2004 года посол Игорь Апокин вручил письмо аккредитации президенту Кыргызстана Аскару Акаеву.
4 апреля 2007 года он вручил письмо аккредитации президенту Таджикистана Эмомали Рахмону.
11 июля 2007 года он вручил письмо аккредитации Хамиду Карзаю — президенту Исламской республики Афганистан.
27 сентября 2007 года он вручил письмо аккредитации Акдже Нурбердыевой — председателю Меджлиса (парламента) Туркменистана.
11 февраля 2011 года посланник США официально передал послу Латвии Игорю Апокину обязанности контактного посла НАТО в Узбекистане. В 2011—2012 годах Латвия исполняет обязанности контактного посольства НАТО в Узбекистане.
С 1 июня 2012 года Игорь Апокин стал дуайеном дипломатического корпуса в Узбекистане.
23 октября 2013 года награждён орденом Трёх звёзд III степени.
В 2014 году стал послом в Пакистане.